# Myiarchus antillarum
Myiarchus antillarum là một loài chim trong họ Tyrannidae.